# Ilione
Ilione (altgriechisch Ἰλιόνη Iliónē, lateinisch Iliona) ist in der griechischen Mythologie die älteste Tochter des Priamos und der Hekabe und Gattin des Thrakerfürsten Polymestor.
Sie erzog den ihr von den Eltern anvertrauten jüngsten Bruder Polydoros als ihren eignen Sohn, während sie ihren wirklichen Sohn Deipylos für den Polydoros ausgab. Als die Griechen, die sämtliche Nachkommen des Priamos töten wollten, dem Polymestor für die Ermordung des vermeintlichen Polydoros die Elektra als Frau versprachen, tötete Polymestor den eigenen Sohn.
Was wirklich geschehen war, wurde offenbar, als der echte Polydoros sich mit der Frage nach seinen Eltern an das Orakel des Apollon wandte. Dieses antwortete ihm, dass seine Stadt niedergebrannt, sein Vater tot und seine Mutter in Knechtschaft sei. Als Polydoros mit Ilione über diese vermeintlich falsche Auskunft des Orakels sprach, offenbarte sie ihm den tatsächlichen Sachverhalt, worauf Polydoros den Polymestor blendete und tötete. An anderer Stelle heißt es bei Hyginus, dass Ilione ihren Mann und dann sich selbst tötete.
Der römische Dichter Marcus Pacuvius verfasste eine Tragödie Iliona.